# Echo Bay
Echo Bay est une communauté située dans la Saskatchewan, au centre-nord de la province dans la division 16.